# Polipete
Polipete (in greco antico: Πολυποίτης?, Polypoítēs) è un personaggio della mitologia greca, figlio di Piritoo e di Ippodamia, re dell'antica città di Ghirtòne in Tessaglia.

## Mitologia
Fu fra i pretendenti di Elena e partecipò alla guerra di Troia con 40 navi da Argisa, dove uccise alcuni guerrieri troiani minori come  Pilone, Astialo ed Ormeno, ma soprattutto il giovane e valoroso eroe Damaso:
Vibrò la lancia il forte Polipète,

e Damaso colpì tra le ferrate

guance dell'elmo. L'elmo non sostenne

la furïosa punta che, spezzati

i temporali, gli allagò di sangue

tutto il cerèbro, e morto lo distese
Polipete fu tra coloro che entrarono nel Cavallo di Troia. Dopo la presa di Troia, egli seguì Calcante, che non salpò con gli altri eroi greci bensì preferì viaggiare a piedi, prevedendo un ritorno a casa difficile per causa dell'ira di Atena. Arrivò così a Colofone, dove, assieme al compagno lapita Leonteo, seppellì Calcante, morto di crepacuore dopo una sfida con Mopso l'indovino. Al seguito di Mopso quindi, Polipete e Leonteo fondarono la città di Aspendo, nella regione della Panfilia.